# Płoza ogonowa
Płoza ogonowa – element konstrukcyjny samolotu lub szybowca, montowany na końcu kadłuba, którego zadaniem jest zabezpieczyć maszynę przed silnym uderzeniem o ziemię w czasie lądowania lub dobiegu. W tym celu płozę wyposaża się w amortyzator. Płoza ogonowa jest częścią podwozia maszyny latającej.
Historycznie, płozy ogonowe były stosowane jako tylny punkt podparcia przy podwoziu w układzie klasycznym (później zastępowane przez kółko). W podwoziu trójkołowym (z kołem przednim) stosuje się płozę (lub inny element, jak podkadłubowa kierownica strug, czy stopka oporowa), jako zabezpieczenie ogona przed uszkodzeniem

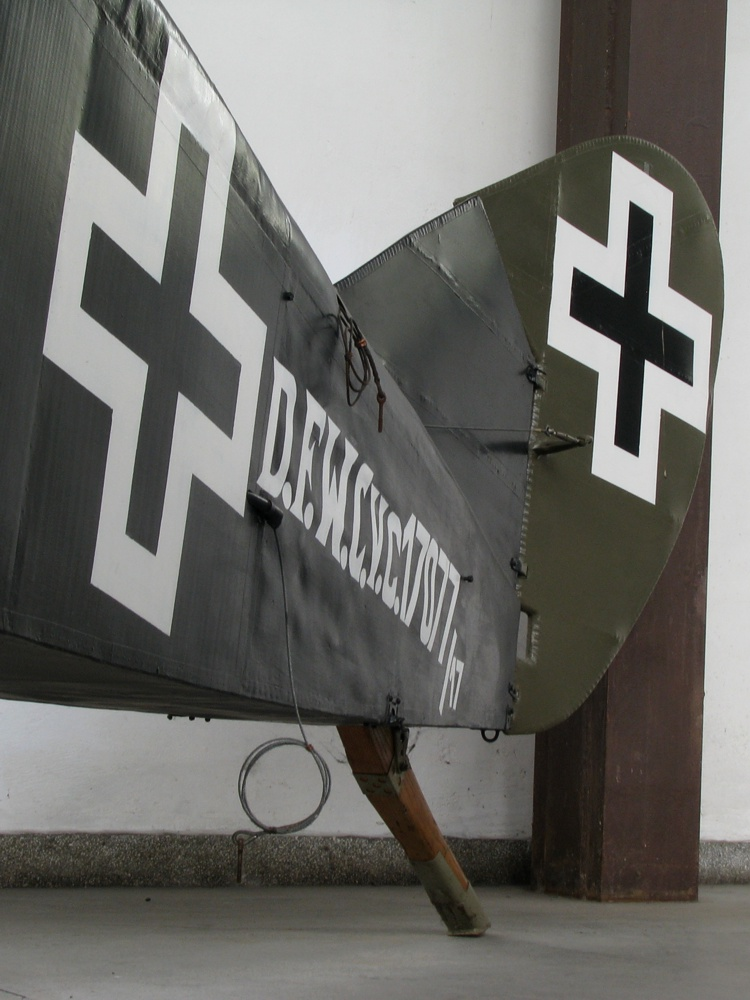
Płoza pod ogonem DFW C.V
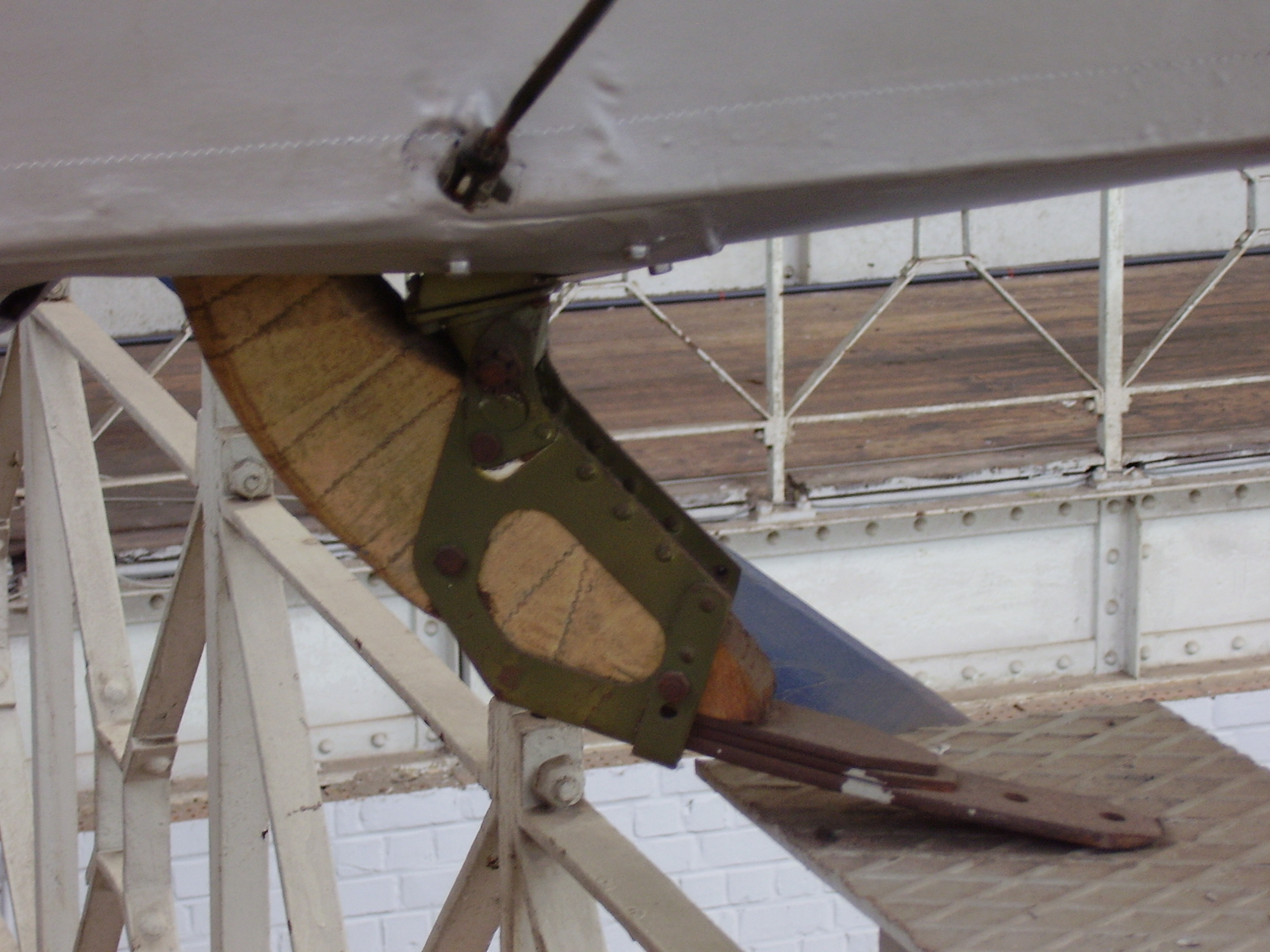
Płoza samolotu FBA Typ H
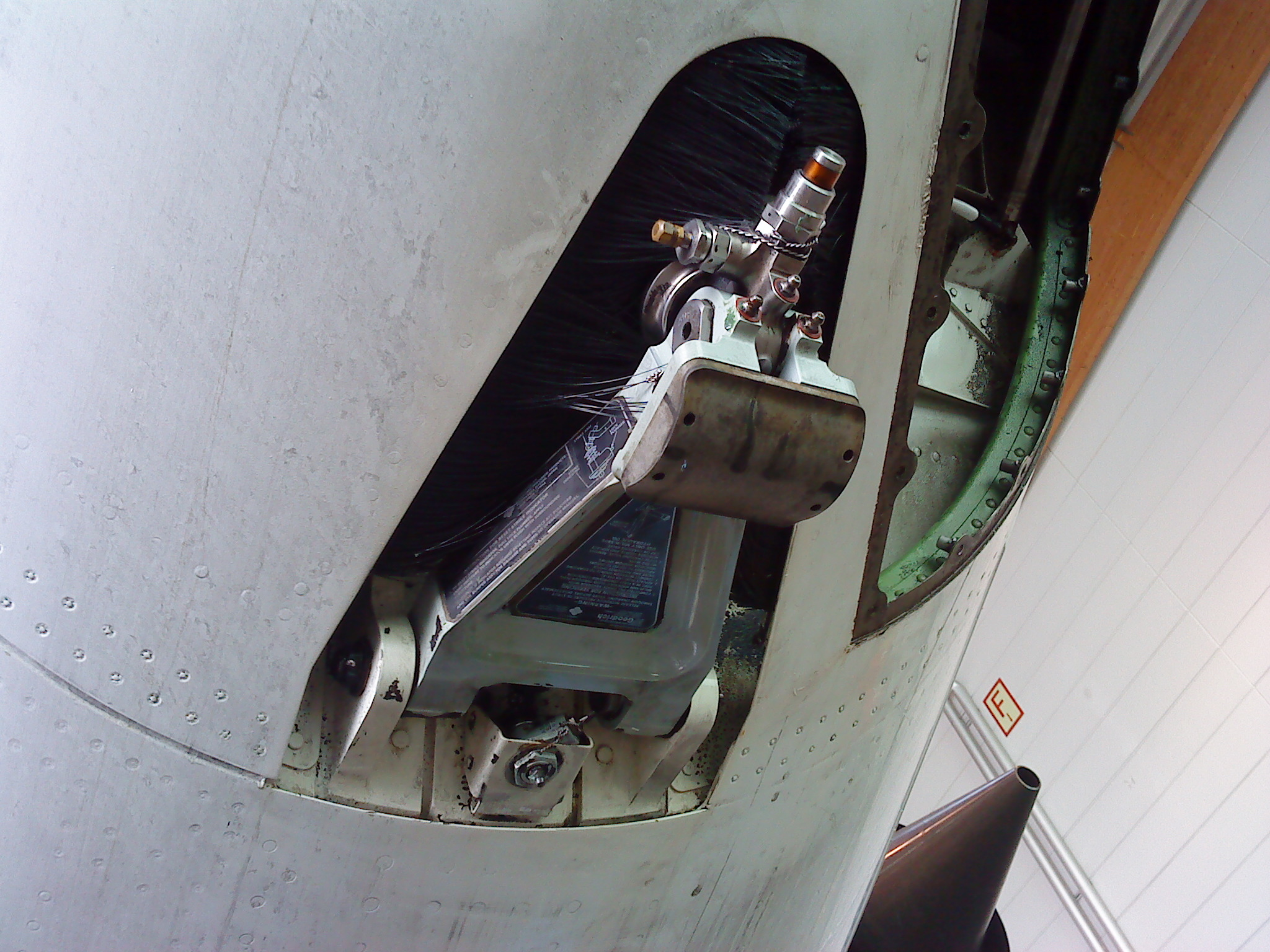
Złożona płoza pod ogonem Bombardiera CRJ-700